# Apeadeiro de Curia
O apeadeiro de Curia, ou da Curia, originalmente conhecido como de Águas da Curia (nome anteriormente grafado como "Aguas"), é uma interface da Linha do Norte, que serve a localidade e as termas da Curia, no Distrito de Aveiro, em Portugal.

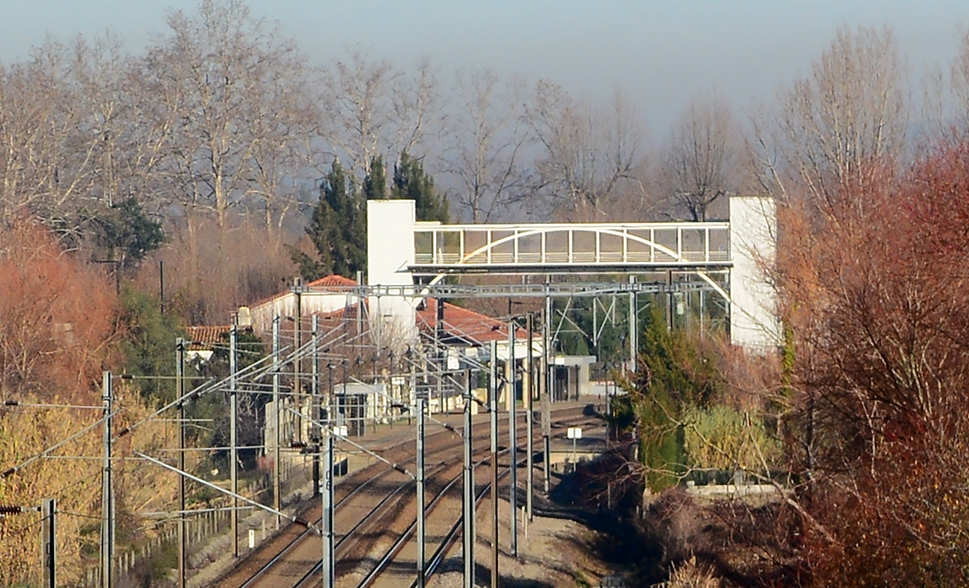
Vista geral, em 2017.

## Descrição

### Localização e acessos
Este apeadeiro tem acesso pelo Largo da Estação, na localidade de Tamengos, de cujo centro (igreja) dista quase dois quilómetros (e que é portanto mais bem servida pelo Apeadeiro de Aguim, situado a metade dessa distância); a estância termal nominal dista do apeadeiro de Curia pouco menos de um quilómetro, tal como o centro (Correios) da localidade nominal.

### Infraestrutura
Como apeadeiro numa linha de via dupla, esta interface apresenta-se nas duas vias de circulação (I e II) cada uma acessível por plataforma — ambas com de 210 m de comprimento e 50 cm de altura.
Situa-se a norte do local deste interface, ao PK 242+455, a zona neutra de Curia, que isola os troços da rede alimentados respetivamente pelas subestações de tração de Salreu e de Alfarelos.

## História
O apeadeiro de Curia faz parte do troço da Linha do Norte entre Taveiro e Estarreja, que entrou ao serviço em 10 de Abril de 1864, pela Companhia Real dos Caminhos de Ferro Portugueses.
Cerca de 1870, um dos engenheiros que estavam a trabalhar na construção da Linha do Norte começou a frequentar as fontes de Curia, para aliviar os seus problemas de pele. Estas fontes depressa ganharam fama, levando à afirmação da Curia como uma importante estância termal, nos finais do século XIX. Para transportar os aquistas, foi instalada uma estação ferroviária, na qual paravam os comboios expressos. Em 1913, possuía a denominação de Aguas da Curia.

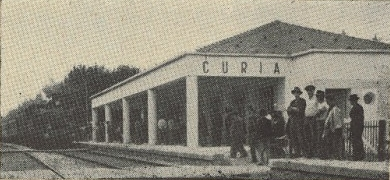
Novo edifício do apeadeiro de Curia, recém construído na década de 1930.

Na década de 1930, foi construído um novo edifício, traçado pelo arquitecto Cottinelli Telmo.

Em 2021 anunciou-se que a Infraestruturas de Portugal iria realizar uma intervenção nas áreas exteriores envolventes ao edifício, com o objectivo de dar uma outra imagem à estação: a intervenção incidiria sobretudo na requalificação dos elevadores, na escadaria, na passagem superior e nas zonas de espera, com a renovação do mobiliário urbano e da iluminação externa. Neste ensejo foi manifestada pela autarquia a reivindicação de os «comboios de longo curso» (Inter-Regionais e Intercidades) voltarem a efetuar paragens na Curia.